# Шарошпатак
Шарошпатак (мађ. Sárospatak) град је у Мађарској. Шарошпатак је један од важнијих градова у оквиру жупаније Боршод-Абауј-Земплен.
Шарошпатак је имао 13.357 становника према подацима из 2009. године.
Град Шарошпатак има богату историју и важно је културно средиште у северном делу земље. Како град има и сачувано старо језгро из средњег века, он је данас важно туристичко одредиште у Мађарској.

## Географија
Град Шарошпатак се налази у североисточном делу Мађарске. Од престонице Будимпеште град је удаљен око 250 километара североисточно. Град се налази у крајње североисточном делу Панонске низије, на реци Бодрог и испод побрђа Земплен. Надморска висина града је око 100 m.

## Историја
Ово подручје је насељено од давнина. Шарошпатак је добио статус града 1201. године од стране Емерика Угарског. У средњем веку је био био веома важан због близине трговачких путева према Пољској. За замак који се налази у овом граду, изграђен од стране Андрије II Арпадовића, верује се да је место рођења Елизабете од Угарске.
Шарошпатак је био уздигнут до слободног краљевског града за време Жигмунда Луксембуршког. 1460. године, за време владавине Матије Корвина, град је добио право да држи тржиште. 1575. године куга је побила велики број становника.
Реформација је почела да се шири Мађарском из ове области. Први протестантски факултет, један од најважнијих факултета у Мађарској у то време, основан је 1531. године у Шарошпатаку. Године 1650. Жужана Лорантфи, удовица Ђерђа I Ракоција, кнеза Трансилваније, позвала је чешког професора Јана Амоса Коменског у Шарошпатак. Коменски је живео тамо до 1654, радећи за то време као професор на факултету. За то време је написао нека од својих најважнијих дела. Факултет (од 2000. године факултет Универзитета у Мишколцу) данас носи његово име.
Власници замка Шарошпатак биле су неке од најважнијих особа у мађарској историји. У 16. веку он је био у власништву породице Добо. Балинт Баласи, најважнији мађарски песник тог века, оженио се Кристином Добо у том замку; млада је била ћерка Иштвана Добоа, који је бранио Јегру од Турака. Касније је замак припао породици Ракоци. Становници града су активно учествовали у одбрани града од Хабзбурговаца коју је предводио Ференц II Ракоци.
Данас је Шарошпатак занимљив историјски град и туристичка дестинација.

## Становништво
По процени из 2017. у граду је живело 11886 становника.
| 1990.  | 2001.  | 2011.  | 2017.  |
| ------ | ------ | ------ | ------ |
| 15.062 | 14.827 | 12.991 | 11.886 |

## Занимљивости
- Плафон једне мале просторије овог замка украшен је фрескама ружа. Учесници Веселини завере одржавали су своје састанке у тој просторији. У латинском термин “sub rosa” значи “под ружом” или “у тајности”
- Због свог културног значаја, Шарошпатак се понекад назива “Бодрошка Атина”

## Градови побратими
- Кросно (од 2007)[1]
- Текирдаг
- Зест

## Галерија
- Поглед на Шарошпатак
- Градска црква